# ایستد
شهر ایستد (به سوئدی: Ystad) در ناحیه شهری ایستد در کشور سوئد واقع شده‌است. جمعیت این شهر ۲۱۸۲٫۱۹  نفر است.